# Cent anys de solitud
Cent anys de solitud (títol original en castellà Cien años de soledad) és una destacada novel·la de l'escriptor colombià Gabriel García Márquez. És considerada una obra mestra de la literatura llatinoamericana i universal.
L'estil de realisme màgic i la substància temàtica de Cent anys de solitud la van establir com una important novel·la representativa del Boom llatinoamericà literari dels anys 60 i 70, que era estilísticament influït pel Modernisme (europeu i nord-americà) i el moviment literari d'avantguarda cubà.
La primera edició de la novel·la fou publicada a Buenos Aires l'any 1967 per l'Editorial Sudamericana amb una tirada inicial de 8.000 exemplars. És una de les obres més traduïdes i llegides en castellà:
fins al 2006, se n'han venut més de 50 milions d'exemplars i ha estat traduïda a 46 idiomes. Avel·lí Artís-Gener ("Tísner") en va fer la traducció al català. La novel·la, considerada l'obra mestra de García Márquez, continua a ser àmpliament aclamada i reconeguda com una de les obres més significatives tant en la literatura espanyola com en la literatura mundial.
Fou inclosa en la Llista de les 100 millors novel·les en castellà del segle XX del diari espanyol El Mundo, en la llista dels 100 llibres del segle XX segons el diari francès Le Monde, i en els 100 millores llibres de tots els temps, segons el Club de Llibres de Noruega.
El llibre relata la història del poble fictici de Macondo a través de diverses generacions de la família Buendía. L'autor combina elements romàntics, històrics i fantàstics, i juga hàbilment amb el pas del temps utilitzant diferents tècniques narratives.

## Procés creatiu
La ciutat imaginària de Macondo va ser ideada per l'autor durant una visita a la seva ciutat natal d'Aracataca en companyia de la seva mare, l'any 1952. En un conte que va publicar el 1954 (Un día después del sábado) ja fa referència a Macondo, i alguns personatges de l'obra havien aparegut anteriorment en diversos contes i novel·les.
Després de la publicació de La mala hora el 1961, Gabriel García Márquez va patir un bloqueig creatiu que va durar quatre anys en el qual no va escriure cap novel·la. La inspiració per Cent anys de solitud va sorgir l'any 1964 durant un viatge que l'autor va feia amb la seva esposa i els seus dos fills a Acapulco. Gabriel Garcia Márquez va abandonar el viatge sense arribar a la destinació final per tornar a la seva residència a Ciutat de Mèxic, on es va recloure durant els 18 mesos de feina en els quals escrigué l'obra, entre 1965 i 1967.
El títol original havia de ser La casa, però es va decantar per Cent anys de solitud per evitar confusions amb la novela publicada el 1954 pel seu amic Álvaro Cepeda Samudio, La casa grande.

## Argument

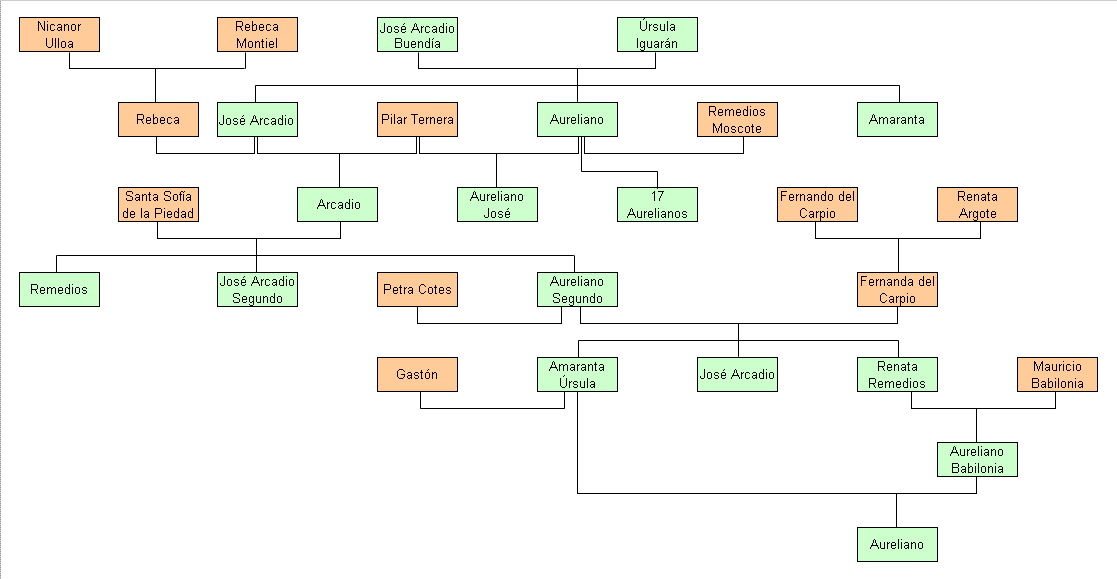
Arbre geneaològic de la família Buendía

Cent anys de solitud és la història de set generacions de la família Buendía a la ciutat de Macondo. El patriarca fundador de Macondo, José Arcadio Buendía i Úrsula Iguarán, la seva esposa i cosina, marxen de Riohacha, Colòmbia, quan Arcadio mata a Prudencio Aguilar després d'una batalla de galls per suggerir que Arcadio és impotent. La nit abans del viatge, acampats a la vora d'un riu, Arcadio somia amb "Macondo", una ciutat de miralls que reflecteixen el món al seu voltant. Al despertar-se, decideix establir Macondo com una utopia a la vora del riu, cosa que acaba fent després d'uns dies vagant per la jungla.
José Arcadio Buendía creu que Macondo està envoltada d'aigua i, des d'aquesta "illa", imagina el món segons les seves percepcions. Poc després de la seva fundació, Macondo es converteix en una ciutat freqüentada per esdeveniments inusuals i extraordinaris que involucren les diferents generacions de la família Buendía, que no poden o no volen escapar de les seves desgràcies, majoritàriament auto-infringides. Durant anys, la ciutat és solitària i sense connexió amb el món exterior amb l'excepció de la visita anual d'una banda de gitanos, que mostren avenços tecnològics a la gent del poble, com ara imants, telescopis o gel. El líder dels gitanos, un home dur, anomenat Melquiades, manté una estreta amistat amb Arcadio, que es torna cada vegada més reclòs, obsessionat per investigar els misteris de l'univers que els gitanos li presenten. En última instància, es torna dement i parla només en llatí, motiu pel qual els seus familiars el lliguen a un castanyer, on roman durant anys fins a la seva mort.
Amb el temps, Macondo queda exposada al món exterior i al govern de Colòmbia, que ha obtingut la independència recentment. Quan al poble se celebren eleccions fraudulentes entre els partits liberal i conservador, Aureliano Buendía se sent cridat a unir-se a una guerra civil contra el govern conservador. D'aquesta manera es converteix en un emblemàtic líder revolucionari, que lluita durant anys i sobreviu a diversos atemptats contra la seva vida, però que finalment es cansa de la guerra i signa un tractat de pau amb els conservadors. Desil·lusionat, torna a Macondo i passa la resta de la seva vida fent peixets d'or al seu taller.
Més endavant el ferrocarril arriba a Macondo, aportant noves tecnologies i molts pobladors estrangers. Una empresa de fruita americana construeix una plantació de plàtans fora de la ciutat i un poble segregat a l'altra banda del riu. Aquest fet inaugura un període de prosperitat que acaba tràgicament quan l'exèrcit colombià massacra milers de treballadors de la plantació que es troben en vaga, un incident basat en la massacre de les bananeres de 1928. José Arcadio Segundo, l'únic supervivent de la massacre, no li reeix trobar proves dels fets i els ciutadans supervivents es neguen a creure'l.
Cap al final de la novel·la, Macondo ha caigut en un estat de decrepitud es troba quasi abandonada, i els únics Buendía que hi queden son Amaranta Úrsula i el seu nebot Aureliano. Fernanda, l'àvia d'Aureliano, li amaga el seu origen, de manera que ell i Amaranta Úrsula comencen una relació incestuosa sense saber-ho. Tenen un fill amb cua de porc, complint el presagi de la matriarca Úrsula, que ja fa temps que és morta. Amaranta Úrsula mor durant el part i el nen és devorat per unes formigues, deixant Aureliano com a últim membre de la família. Aureliano descodifica una inscripció xifrada que Melquiades va deixar anys enrere i que l'informa que és destinatari de totes les fortunes i de les desgràcies de les diferents generacions de la família Buendía. Mentre llegeix el manuscrit, un huracà destrueix qualsevol rastre de l'existència de Macondo.

## Estructura
El llibre està compost de vint capítols no titulats, en els quals la història dels Buendía i de Macondo es configura cíclicament, amb situacions que es repeteixen constantment, encara que sempre amb lleus canvis. Aquesta situació s'apropia tant dels personatges masculins com dels femenins, sent ells mateixos, moltes vegades, conscients d'eixa peculiaritat.
En els tres primers capítols es descriu l'èxode d'un grup de famílies i la fundació de Macondo. Dels capítols 4 al 16 comprenen el seu desenvolupament econòmic, polític i social del poble, i els últims quatre capítols en narren la decadència.

## Temàtica

### La solitud
La sensació de solitud és molt present en el transcurs de la novel·la, tant pel que fa als membres de la família Buendía com per al mateix poble de Macondo que viu aïllat de l'entorn i la modernitat.
La solitud es troba present a totes les generacions de la família, fruit dels seus perjudicis i la seva manca de capacitat per estimar. Això porta a molts d'ells a morir sols, suïcidar-se o viure a l'exili. Per exemple el coronel Aureliano traça un cercle de tres metres al seu voltant per evitar que se li acostin, Úrsula viu tota la vellesa sola en la ceguesa, i Ferineldo se suïcida pel rebuig d'Amaranta, que mor soltera i verge. Una possible interpretació de la novel·la és que en realitat en aquesta vida tots vivim i morim sols.

### La subjectivitat de la realitat
Determinats crítics han classificat Cent anys de solitud, juntament amb altres obres de Márquez com "Un señor muy viejo con unas alas enormes", dins del gènere del realisme màgic. El terme va ser definit pel crític d'art Franz Roh el 1925 per designar les obres que presenten allò que és sobrenatural com a mundà.
En aquesta línia, la novel·la narra esdeveniments fantàstics en un marc de quotidianitat. Els protagonistes reaccionen davant de profecies, levitacions, o aparicions de personatges morts com si es tractés d'un fet normal.

### La fluïdesa del temps
A la novel·la, que transcorre durant un període de cent anys, el temps avança a cops linealment, a cops de manera cíclica. Està escrita en passat amb una prosa ritmica pròxima a la tradició oral, de manera que els fets descrits es presenten de forma difusa i desordenada com si es tractés d'un record borrós on mite i realitat es confonen.
Un tema central de l'obra és que la història es repeteix contínuament. Aquesta idea s'exemplica de forma clara a través de la contínua iteració de noms en les diverses generacions de la família: tots els José Arcadios tenen grans capacitats físiques i intel·lectuals, els Aurelianos tendeixen a ser tímids i reservats. També es mostra com tots els fets tràgics que ocorren a la família o al poble succeïxen de forma recurrent al llarg del temps: les noves generacions no aprenen dels errors dels seus avantpassats i l'oblit fa que es repeteixin.

### L'incest
Les relacions entre parents es marquen dins el mite del naixement d'un fill amb cua de porc; tot i això, aquestes són presents entre diversos membres de la família i diverses generacions al llarg del relat.
La història comença amb la relació entre dos cosins: José Arcadio Buendía i Úrsula, els qui van créixer junts en l'antiga ranxeria, i tenen referència d'uns oncles seus que van tenir un fill amb cua de porc. Posteriorment José Arcadio (fill del fundador, a qui en la novel·la es diferencia del pare nomenant sempre sense el cognom) es casa amb Rebeca, filla adoptiva de José Arcadio Buendía i Úrsula, en una suposada relació de germans. Quan arriba inesperadament José Arcadio a la casa s'enamoren instantàniament i es casen, cosa no aprovada per la família, especialment per Úrsula, que ho considera una traïció. Aureliano José s'enamora de la seva tia Amaranta en una relació frustrada, arribant a proposar-li matrimoni, però és rebutjat. Finalment es presenta la relació entre Amaranta Úrsula i el seu nebot Aureliano, que desconeixen el seu parentiu a causa que Fernanda del Carpio, àvia d'Aureliano i mare d'Amaranta Úrsula, va ocultar la veritat de l'origen d'ell, afirmant que havia estat trobat en una cistella que surava en el riu.

## Repercussió

### Reconeixements

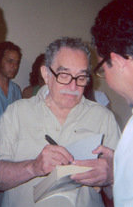
L'autor Gabriel García Márquez

L'obra va atraure reaccions molt positives al moment de la seva publicació. L'escriptor nord-americà William Kennedy va escriure que era la primera obra literària que hauria de ser de lectura obligatòria per tota la humanitat des del llibre del Gènesi. Va guanyar a França el premi al Meilleur Livre Étranger el 1969 i a Venezuela el premi Rómulo Gallegos de literatura el 1972. El Premi Nobel de Literatura que rebé l'autor l'any 1982 per tota la seva trajectòria literària és en gran part atribuïble a l'èxit de la novel·la.
En el quart congrés internacional de la llengua espanyola, celebrat a la ciutat colombiana de Cartagena, Cent anys de solitud va ser qualificada com la segona obra més destacada en castellà després del Quixot.

### Traduccions
La novel·la ha tingut una gran difusió i ha estat traduïda a més de vint-i-cinc llengües. La traducció al català va anar a càrrec d'Avel·lí Artís Gener, conegut com a "Tísner", i fou publicada per l'editorial Edhasa l'any 1970.
Algunes de les traduccions més destacades són:
| Llengua   | Títol                         | Traductor                                 | 1a edició |
| --------- | ----------------------------- | ----------------------------------------- | --------- |
| Italià    | Cent'anni di solitudine       | Enrico Cicogna                            | 1968      |
| Francès   | Cent ans de solitude          | Claude i Carmen Durand                    | 1968      |
| Anglès    | One Hundred Years of Solitude | Gregory Rabassa                           | 1970      |
| Català    | Cent anys de solitud          | Avel·lí Artís-Gener                       | 1970      |
| Alemany   | Hundert Jahre Einsamkeit      | Curt Meyer-Clason                         | 1970      |
| Polonès   | Sto lat samotności            | Grażyna Grudzińska i Kalina Wojciechowska | 1974      |
| Esperanto | Cent jaroj da soleco          | Fernando de Diego                         | 1992      |